# Michael Rudroff
Michael Rudroff (Übersee, 28 dicembre 1960) è un pilota motociclistico tedesco ritiratosi dall'attività agonistica.

## Carriera
Nel 1987 esordisce nel motomondiale disputando i gran premi di Germania e Austria da wild card in sella a una Honda nella classe 500, ritirandosi però in entrambe le occasioni. L'anno seguente prende parte ai gran premi di Germania, dove ottiene i suoi primi punti iridati grazie al 15º posto conquistato al traguardo, Olanda, Belgio (non parte), Jugoslavia e Svezia (non parte) sempre nella stessa classe con la stessa moto. Grazie al punto ottenuto in Germania si classifica 39º nel mondiale. Nella stessa stagione, e con la stessa motocicletta, è vice-campione europeo Classe 500.
L'anno seguente rimane sempre nella stessa classe con la stessa moto e partecipa a 9 gare in stagione. Al gran premio d'Italia ottiene il suo primo e unico podio iridato grazie al 3º posto ottenuto in gara, dovuto anche al fatto che tutti i piloti ufficiali tranne Chili, vincitore della gara, si erano ritirati dopo la bandiera rossa a causa delle condizioni precarie del circuito. A fine stagione si classifica 20º in campionato con 18 punti. Nel 1990 prende parte a tre prove del mondiale Superbike in sella a una Bimota, conquistando 4 punti e classificandosi 65º in campionato. Nel motomondiale partecipa al gran premio d'Olanda, ma non riesce a prendere il via della corsa.
L'anno successivo ritorna nel motomondiale nella classe 500 in sella a una Honda, e corre la sua migliore stagione riuscendo sempre ad andare a punti in tutte le gare a cui partecipa tranne una, e a fine stagione si classifica 18º in campionato con 26 punti. L'anno successivo è sempre in 500 ma stavolta in sella a una Harris Yamaha. Anche a causa del cambiamento del metodo di assegnazione dei punti, riesce ad andare a punti una sola volta in stagione grazie all'8º posto ottenuto in Gran Bretagna. Chiude la stagione 22º in campionato con 3 punti. Rimane un altro anno in 500 sempre in sella alla stessa moto, e stavolta grazie anche a un altro cambiamento nel metodo di assegnazione dei punti, riesce a ottenere 17 punti in stagione classificandosi 21º in campionato.
Nel 1995 partecipa da wild card alla prova austriaca del campionato mondiale Superbike su una Suzuki, riuscendo a ottenere 3 punti grazie al 13º posto ottenuto in gara 2 e classificandosi 50º in campionato. L'anno seguente partecipa al gran premio di Germania della classe 500 su una Suzuki ma non riesce a prendere il via. Quest'ultima è la sua ultima apparizione nel motomondiale, in seguito fa ancora due apparizioni mondiali in Superbike nel 1997 in sella a una Suzuki con la cui partecipa ai round tedeschi e olandesi, senza riuscire a ottenere punti. Contestualmente conquista due piazzamenti a podio nel campionato europeo.

## Risultati in carriera

### Motomondiale
| 1987 | Classe | Moto  |  |  |     |  |     |  |  |  |  |  |  |  |  |  |  | Punti | Pos. |
| ---- | ------ | ----- |  |  | --- |  | --- |  |  |  |  |  |  |  |  |  |  | ----- | ---- |
| 1987 | 500    | Honda |  |  | Rit |  | Rit |  |  |  |  |  |  |  |  |  |  | 0     |      |

| 1988 | Classe | Moto  |  |  |  |  |  |    |  |    |    |     |  |  |    |  |  | Punti | Pos. |
| ---- | ------ | ----- |  |  |  |  |  | -- |  | -- | -- | --- |  |  | -- |  |  | ----- | ---- |
| 1988 | 500    | Honda |  |  |  |  |  | 15 |  | 19 | NP | Rit |  |  | NP |  |  | 1     | 39º  |

| 1989 | Classe | Moto  |  |    |    |    |   |    |    |    |    |  |  |  |  |    |  | Punti | Pos. |
| ---- | ------ | ----- |  | -- | -- | -- | - | -- | -- | -- | -- |  |  |  |  | -- |  | ----- | ---- |
| 1989 | 500    | Honda |  | 15 | 15 | 20 | 3 | 21 | 19 | 15 | 17 |  |  |  |  | 20 |  | 18    | 20º  |

| 1990 | Classe | Moto  |  |  |  |  |  |  |  |    |  |  |  |  |  |  |  | Punti | Pos. |
| ---- | ------ | ----- |  |  |  |  |  |  |  | -- |  |  |  |  |  |  |  | ----- | ---- |
| 1990 | 500    | Honda |  |  |  |  |  |  |  | NP |  |  |  |  |  |  |  | 0     |      |

| 1991 | Classe | Moto  |  |  |  |    |    |    |    |    |    |    |    |    |    |     |  | Punti | Pos. |
| ---- | ------ | ----- |  |  |  | -- | -- | -- | -- | -- | -- | -- | -- | -- | -- | --- |  | ----- | ---- |
| 1991 | 500    | Honda |  |  |  | 15 | 15 | 12 | 11 | 14 | 14 | 14 | 13 | 14 | 12 | Rit |  | 26    | 18º  |

| 1992 | Classe | Moto          |    |    |    |    |    |    |    |    |    |    |   |    |    |  |  | Punti | Pos. |
| ---- | ------ | ------------- | -- | -- | -- | -- | -- | -- | -- | -- | -- | -- | - | -- | -- |  |  | ----- | ---- |
| 1992 | 500    | Harris Yamaha | 15 | 18 | 14 | 16 | 16 | 18 | 14 | 11 | 16 | 14 | 8 | 15 | 19 |  |  | 3     | 22º  |

| 1993 | Classe | Moto          |     |    |     |     |    |    |    |    |     |    |    |    |    |     |  | Punti | Pos. |
| ---- | ------ | ------------- | --- | -- | --- | --- | -- | -- | -- | -- | --- | -- | -- | -- | -- | --- |  | ----- | ---- |
| 1993 | 500    | Harris Yamaha | Rit | 17 | Rit | Rit | 17 | 13 | 12 | 17 | Rit | 10 | 13 | 15 | 18 | Rit |  | 17    | 21º  |

| 1996 | Classe | Moto   |  |  |  |  |  |  |  |    |  |  |  |  |  |  |  | Punti | Pos. |
| ---- | ------ | ------ |  |  |  |  |  |  |  | -- |  |  |  |  |  |  |  | ----- | ---- |
| 1996 | 500    | Suzuki |  |  |  |  |  |  |  | NP |  |  |  |  |  |  |  | 0     |      |

| Legenda | 1º posto        | 2º posto            | 3º posto            | A punti      | Senza punti        | Grassetto – Pole position Corsivo – Giro più veloce |
| Legenda | Gara non valida | Non qual./Non part. | Ritirato/Non class. | Squalificato | '-' Dato non disp. | Grassetto – Pole position Corsivo – Giro più veloce |

### Campionato mondiale Superbike
| 1990 | Moto   |  |  |  |  |  |  |    |     |  |  |  |  |  |  |  |  |     |    |    |    |  |  |  |  |  |  | Punti | Pos. |
| ---- | ------ |  |  |  |  |  |  | -- | --- |  |  |  |  |  |  |  |  | --- | -- | -- | -- |  |  |  |  |  |  | ----- | ---- |
| 1990 | Bimota |  |  |  |  |  |  | 15 | Rit |  |  |  |  |  |  |  |  | Rit | 24 | 13 | 26 |  |  |  |  |  |  | 4     | 65º  |

| 1995 | Moto   |  |  |  |  |  |  |  |  |  |  |    |    |  |  |  |  |  |  |  |  |  |  |  |  |  |  | Punti | Pos. |
| ---- | ------ |  |  |  |  |  |  |  |  |  |  | -- | -- |  |  |  |  |  |  |  |  |  |  |  |  |  |  | ----- | ---- |
| 1995 | Ducati |  |  |  |  |  |  |  |  |  |  | 19 | 13 |  |  |  |  |  |  |  |  |  |  |  |  |  |  | 3     | 50º  |

| 1997 | Moto   |  |  |  |  |  |  |    |    |  |  |  |  |  |  |  |  |    |    |  |  |  |  |  |  |  |  | Punti | Pos. |
| ---- | ------ |  |  |  |  |  |  | -- | -- |  |  |  |  |  |  |  |  | -- | -- |  |  |  |  |  |  |  |  | ----- | ---- |
| 1997 | Suzuki |  |  |  |  |  |  | NP | NP |  |  |  |  |  |  |  |  | 17 | 18 |  |  |  |  |  |  |  |  | 0     |      |

| Legenda | 1º posto        | 2º posto            | 3º posto           | A punti      | Senza punti        | Grassetto – Pole position Corsivo – Giro più veloce |
| Legenda | Gara non valida | Non qual./Non part. | Ritirato/Non class | Squalificato | '-' Dato non disp. | Grassetto – Pole position Corsivo – Giro più veloce |